# BAE Systems
BAE Systems plc is een Brits multinational op het gebied van defensie, veiligheid en luchtvaart met hoofdzetel in Farnborough (Hampshire) in het Verenigd Koninkrijk. Het heeft wereldwijde belangen, met name in Noord-Amerika via haar dochteronderneming BAE Systems Inc.

## Activiteiten
BAE Systems werd opgericht op 30 november 1999 door de fusie van twee Britse bedrijven, Marconi Electronic Systems (MES), de defensie-elektronica en marinescheepsbouw dochteronderneming van de General Electric Company plc (GEC), en fabrikant van vliegtuigen, munitie en marinesystemen British Aerospace (BAe). Indirect is het de opvolger van verschillende productiebedrijven van vliegtuigen- en defensie-elektronica, waaronder de Marconi Company, het eerste commerciële bedrijf gewijd aan de ontwikkeling en het gebruik van radio; AV Roe and Company, een van 's werelds eerste vliegtuig bedrijven; De Havilland, fabrikant van 's werelds eerste commerciële straalvliegtuig; British Aircraft Corporation, co-producent van de Concorde supersonische transportvliegtuig; en Supermarine, fabrikant van de Spitfire. Sinds de oprichting in 1999 heeft het zijn belangen verkocht in Airbus, Astrium, Supermarine Aviation Works en Atlas Elektronik.
BAE is actief in 40 landen, maar de belangrijkste afzetmarkten zijn de Verenigde Staten, het Verenigd Koninkrijk, Saoedi-Arabië en Australië. Het behaalde in 2023 een omzet van £ 23 miljard, waarvan zo'n 40% in de VS en een kwart in het Verenigd Koninkrijk. De activiteiten zijn in vijf onderdelen verdeeld:
- Air, dit is het grootste onderdeel en vertegenwoordigde in 2023 bijna een derde van de totale omzet. Dit onderdeel is betrokken bij diverse grote defensieprojecten, waaronder de Eurofighter Typhoon, Tornado en de F-35 Lightning II en verder ook drones (Corax of Raven).
- Maritime, de op een na grootste activiteit die een vijfde van de omzet genereerde. Het maakt onder andere de Astude-klasse onderzeeërs, de Queen Elizabethklasse vliegdekschepen en Type 26 fregatten.
- Platforms & Services, hier worden rupsvoertuigen, lanceerinstallaties, kanonnen, munitie e.d. gemaakt.
- Electronic Systems, elektronische systemen voor civiele en militaire vliegtuigen.
- Cyber & Intelligence, de kleinste activiteit met een omzetaandeel van zo'n 10%. Dit maakt software voor de beveiliging van computers en voor de veiligheidsdiensten.

Per jaareinde 2023 had het bedrijf voor £ 58 miljard aan openstaande orders.
Op basis van de defensie-omzet in 2021 was BAE Systems de op zes na grootste militaire aannemer ter wereld met een omzet van US$ 26 miljard. Het Amerikaanse Lockheed Martin stond op de eerste plaats met een omzet van US$ 64 miljard, gevolgd door Raytheon met een omzet van US$ 42 miljard.
In januari 2020 werd bekend dat BAE Systems voor US$ 1,9 miljard de militaire GPS activiteiten gaat overnemen van Collins Aerospace. Het is de grootste acquisitie van BAE Systems in meer dan 10 jaar. Verder neemt de airborne tactical radio unit over voor US$ 275 miljoen van Raytheon. Deze activiteiten kwamen in de verkoop na de voorgenomen fusie van Raytheon en United Technologies. De transactie is wel afhankelijk van de goedkeuring voor het samengaan van de twee Amerikaanse defensiebedrijven. De GPS activiteiten realiseren een jaaromzet van zo'n US$ 360 miljoen en de radio unit heeft een omzet van circa US$ 125 miljoen.
De aandelen van BAE Systems staan sinds 11 februari 1981 genoteerd aan de London Stock Exchange en het bedrijf maakt onderdeel uit van de FTSE 100 aandelenindex.

## Kritiek
Het bedrijf is onderwerp van kritiek geweest in het kader van het algemene verzet tegen de wapenhandel. In het bijzonder zijn specifieke beschuldigingen geuit omtrent onethisch en corrupte praktijken, met inbegrip bij de Al Yamamah-contracten met Saoedi-Arabië, waaraan BAE en zijn voorganger in de twintig jaar £ 43 miljard hebben verdiend.
In februari 2010 is BAE Systems overeengekomen £ 286 miljoen aan strafrechtelijke boetes te betalen aan de Britse Serious Fraud Office en het Amerikaanse ministerie van Justitie wegens het niet houden van een "redelijk accuraat boekhouding" met betrekking tot de activiteiten in Tanzania en voor "samenzwering om maken valse verklaringen aan de Amerikaanse regering".

## Geschiedenis

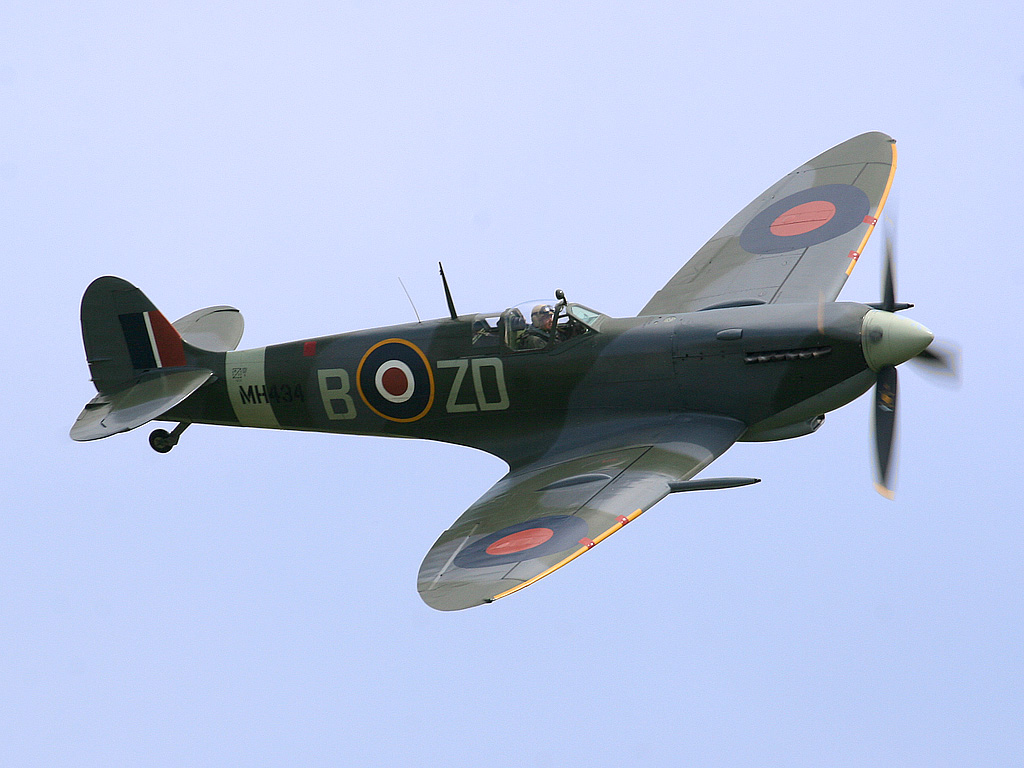
Supermarine, fabrikant van de Spitfire was een voorloper bedrijf van BAE Systems. Het werd gekocht door Vickers-Armstrong, die zelf opging in de fusie tot British Aircraft Corporation in 1960.

BAE Systems werd opgericht op 30 november 1999 met de fusie van £ 7,7 miljard van British Aerospace en Marconi Electronic Systems. Als gevolg hiervan is BAE Systems de opvolger van veel van de meest beroemde Britse fabrikanten van vliegtuigen, defensie-elektronica en oorlogsschepen. Deze voorgangers bouwden bijvoorbeeld de Comet, 's werelds eerste commerciële straalvliegtuig, de Harrier, 's werelds eerste operationele Vertical Short Take Off and Landing (VTOL) vliegtuigen, de "baanbrekende" Blue Vixen radar van de Sea Harrier FA2s, en die de basis vormde van de CAPTOR radar van de Eurofighter en de in coproductie met Aérospatiale vervaardigde Concorde supersonisch verkeersvliegtuig.

### Voorlopers
- British Aerospace (BAe) was een producent van civiele en militaire vliegtuigen, en leverancier van militaire landsystemen. Het bedrijf was voortgekomen uit de enorme Consolidatie van de Britse vliegtuigbouwers sinds de Tweede Wereldoorlog. BAe werd opgericht op 29 april 1977 met de nationalisatie en de fusie van de British Aircraft Corporation (BAC), de Hawker Siddeley Group en Scottish Aviation.[8] Zowel de BAC en de Hawker Siddeley waren zelf het resultaat van verschillende fusies en overnames.[9]

- Marconi Electronic Systems (MES) was de dochteronderneming van het Britse ingenieursbureau General Electric Company (GEC), dat voornamelijk handelde in militaire systeemintegratie, evenals marine- en landsystemen. Marconi's erfenis gaat terug naar de Wireless Telegraph & Signal Company van Guglielmo Marconi opgericht in 1897.[10] GEC kocht English Electric (met inbegrip van Marconi) in 1968 en gebruikte daarna de Marconi-merknaam voor zijn defensiebedrijven (zoals GEC-Marconi, en later MES). De geschiedenis van GEC op gebied van defensie gaat terug tot de Eerste Wereldoorlog, toen het bijdroeg aan de oorlogsinspanning met radio's en lampen. In de Tweede Wereldoorlog heeft het haar positie geconsolideerd en was betrokken bij belangrijke technologische ontwikkelingen, met name wat betreft de magnetron voor de radar. Tussen 1945 en 1999 werd GEC-Marconi/Marconi Electronic Systems een van de belangrijkste defensie-aannemers ter wereld. De belangrijkste overnames van GEC op gebied van defensie waren de Associated Electrical Industries in 1967, Yarrow Shipbuilders in 1985, Plessey Company in 1989, delen van Ferranti's defensiebedrijven in 1990, Vickers Shipbuilding and Engineering in 1995 en Kværner Govan in 1999. In juni 1998 verwierf MES de grote Amerikaanse defensie-aannemer Tracor voor £ 830 miljoen (ongeveer US$ 1,4 miljard in 1998).

### Fusie
De fusie in 1997 van de Amerikaanse bedrijven Boeing en McDonnell Douglas, na de vorming van 's werelds grootste defensie-aannemer Lockheed Martin in 1995, verhoogde de druk op de Europese defensiebedrijven om te consolideren. In juni 1997 commentarieerde de BAe Defence Managing Director John Weston: "Europa ... ondersteunt drie keer zoveel aannemers met minder dan de helft van de begroting van de VS". Europese regeringen wilden graag een fusie van hun defensiefabrikanten tot één enkele organisatie, een Europese Luchtvaart en Defensie Onderneming.
Reeds in 1995 waren de BAe en de Duitse luchtvaart- en defensieonderneming DaimlerChrysler Aerospace (DASA) in bespreking om een transnationaal luchtvaart en defensiebedrijf te vormen. De twee bedrijven beoogden hierbij ook de Franse branchegenoot Aerospatiale op te nemen, maar wel pas na de privatisering. De eerste fase van deze integratie werd voorgesteld als de transformatie van Airbus van een consortium van BAe, DASA, Aerospatiale en het Spaanse Construcciones Aeronáuticas SA naar één geïntegreerd bedrijf; in dit plan zaten BAe en DASA op één lijn, maar had Aerospatiale diverse bezwaren. Naast Airbus zijn BAe en DASA partners in de Panavia Tornado en in de Eurofighter Typhoon projecten. De fusiebesprekingen tussen BAe en DASA begonnen in juli 1998. Op dat moment werd de Franse deelname meer waarschijnlijk door de mededeling dat Aérospatiale zou fuseren met Matra, waarbij het aandelenkapitaal van de Franse regering zouden uitdunnen. Een fusie is overeengekomen tussen BAe voorzitter Richard Evans en DASA CEO Jürgen Schrempp in december 1998.
Ondertussen stond General Electric Company (GEC) ook onder druk om deel te nemen aan de consolidatie in de defensie-industrie. Naar aanleiding van de benoeming van George Simpson als algemeen directeur in 1996 vermeldde The Independent: "sommige analisten zijn van mening dat Simpsons inside-kennis van BAe, volgens de geruchten sinds lang een overnamedoelwit van GEC, een sleutel was tot zijn benoeming. GEC is voorstander van het smeden van een nationale defensiekampioen met BAe om te concurreren met de grote Amerikaanse organisaties." Toen GEC haar dochteronderneming MES aanbod op 22 december 1998, stapte BAe uit de fusiebesprekingen met DASA. Korte tijd later werd de fusie van BAe en MES aangekondigd op 19 januari 1999. Door de fusie ontstond een verticaal geïntegreerd bedrijf, dat The Scotsman omschreven als "een combinatie van de contractering en platformbouwende vaardigheden van British Aerospace met de handige elektronische systeembouwvaardigheden van Marconi"; met als voorbeeld het combineren van de producent van het Eurofighter met het bedrijf dat het vliegtuig van veel van haar elektronische systemen voorziet. BAe was de grootste klant van MES. In antwoord hierop startte DASA fusiebesprekingen met Aerospatiale dat leidde tot de European Aeronautic Defence and Space Company, een horizontale integratie.
Om goedkeuring te krijgen van de fusie van het Britse Ministerie van Handel en Industrie heeft BAe zeventien verplichtingen aangemeld bij de Britse Monopolies and Mergers Commission. Deze waren er grotendeels voor om te zorgen, dat het geïntegreerde bedrijf zich voor sub-contracten zo kunnen inschrijven bij externe bedrijven op gelijke basis met haar dochterondernemingen. Een andere voorwaarde was het aanbrengen van een "firewall" van de voormalige BAe en MES teams bij defensieprojecten, zoals de Joint Strike Fighter (JSF). In 2007 heeft de regering, op advies van het Britse Office of Fair Trading, aangekondigd dat zij waren overeengekomen om BAE te vrijwaren van tien van de verplichtingen als gevolg van "een verandering in de omstandigheden".
BAE erfde de "speciale" deelneming, die was opgesteld toen BAe werd geprivatiseerd. Dit bijzonder aandeel, met een nominale waarde van £ 1, wordt aangehouden ten behoeve van de staatssecretaris van Handel en Industrie. Deze deelneming voorkomt wijzigingen van bepaalde delen van de statuten zonder toestemming van de Britse minister van Buitenlandse Zaken. Deze statuten schrijven tevens voor, dat een buitenlandse persoon of samenwerkende personen niet meer dan 15% van de aandelen van de vennootschap mogen bezitten, of een meerderheid van het bestuur, en dat de bestuursvoorzitter en de voorzitter Britse onderdanen dienen te zijn.

### Tijdlijn
‎{{
}}